# Grantham Town Football Club
El Grantham Town Football Club es un equipo de Fútbol de Inglaterra que juega en la Northern Premier League.

## Historia
Fue fundado en el año 1874 en la ciudad de Grantham de Lincolnshire con el nombre Grantham FC. Se unieron a la Midland Amateur Alliance, pero se retiraron de la liga durante la temporada 1892-1893. Se unieron a la Grantham & District League la temporada siguiente. Más tarde, el club regresó a Midland Amateur Alliance, donde jugaron hasta convertirse en miembros fundadores de Central Alliance en 1911 junto a Grantham Avenue FC. En 1924–25 fueron campeones de la Central Alliance, y también ganaron la División B de la Competencia Subsidiaria.
Grantham luego ascendió a la Midland League. En 1928-29 llegaron a la primera ronda de la Copa FA por primera vez desde la época victoriana, y después de vencer al Rhyl FC por 1-0, perdieron 1-2 ante el Wigan Borough FC de la Tercera División Norte. En 1933 se unieron a la nueva Central Combination, pero después de terminar segundo desde abajo de la liga en su primera temporada, regresaron a la Midland League. [3] El club se clasificó para la primera ronda de la Copa FA nuevamente en la temporada 1935–36, perdiendo 0-2 en casa ante Notts County FC. La temporada 1937–38 vio al club terminar la temporada como subcampeón de la Midland League.

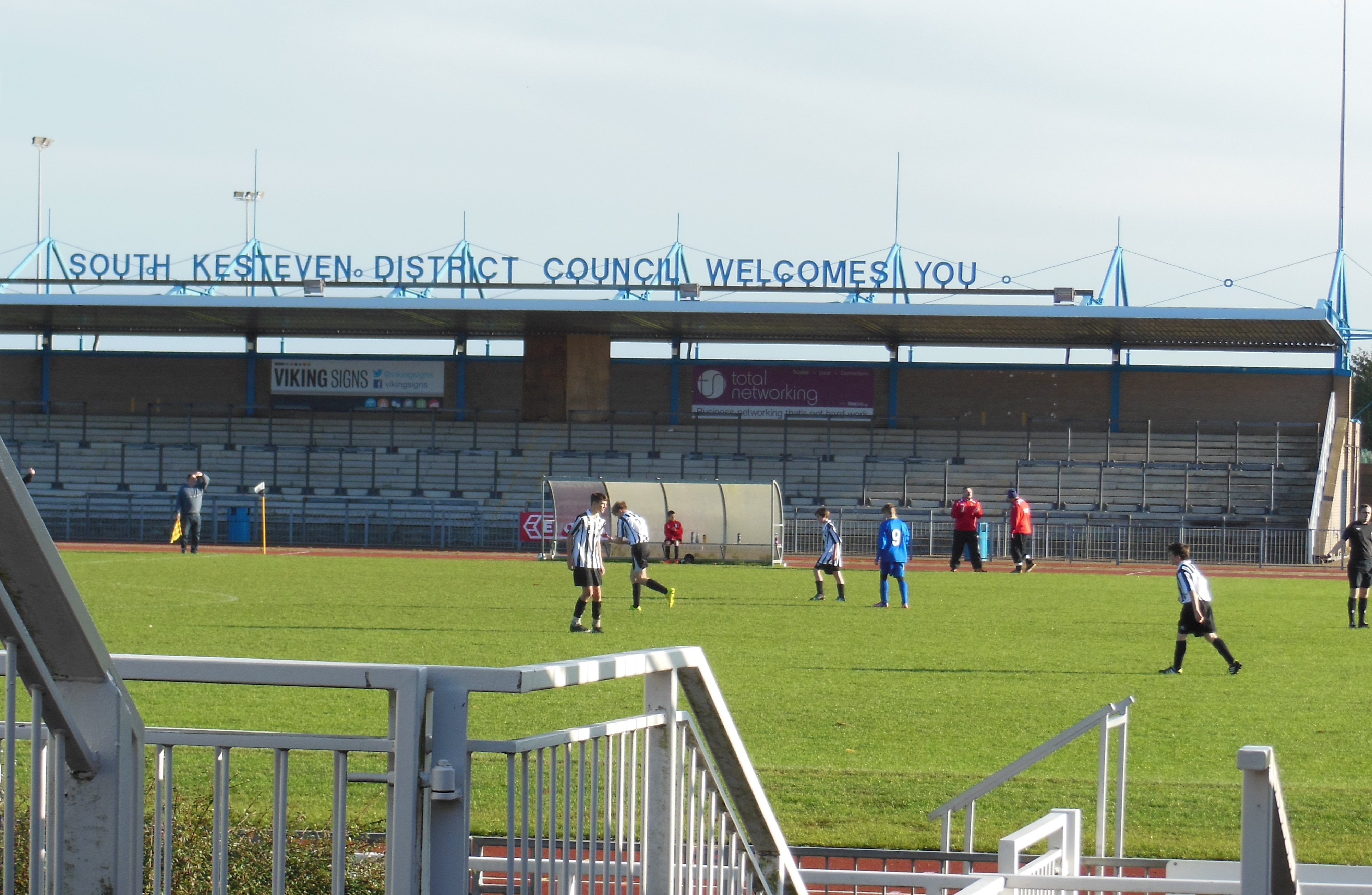
Gradería este del South Kesteven Stadium.

En la Copa FA de 1945-1946, la primera edición después de la Segunda Guerra Mundial, Grantham volvió a alcanzar la segunda ronda; después de vencer a Kettering Town FC en la primera ronda, pero perdieron 2-4 en el global ante el Mansfield Town FC en la segunda ronda. Otra aparición en la primera ronda fue en 1947-1948, que resultó en una derrota por 2-1 contra el Stockton FC, mientras que en la Copa FA de 1949-50 del club terminó con una derrota por 1-4 ante Wrexham AFC. En 1959 el club dejó la Midland League para unirse a Central Alliance y se colocó en la División Uno Sur. Sin embargo, después de dos temporadas el club volvió a la Midland League. En la temporada de 1961–62 llegaron a la primera ronda de la Copa FA nuevamente, esta vez perdiendo 0-3 contra el Brierley Hill Alliance FC.
Grantham fue campeón de la Midlands League en 1963–64 y subcampeón la temporada siguiente. En 1965–66 vencieron al Hendon FC por 4–1 en la primera ronda de la Copa FA antes de perder 1-6 en casa ante Swindon Town FC en la segunda ronda. También llegaron a la segunda ronda la temporada siguiente tras vencer a Wimbledon FC por 2-1 en la primera ronda; en la segunda ronda perdieron 0-4 en casa ante el Oldham Athletic FC. Después de terminar nuevamente como subcampeones de la Midland League en 1969–70, ganaron títulos de liga consecutivos en 1970–71 y 1971–72; la temporada 1970–71 también los vio vencer a la oposición de la Liga de Fútbol en la Copa FA por primera vez, derrotando al Stockport County FC]] por 2-1 en la primera ronda antes de perder 1-4 ante el Rotherham United FC en la siguiente ronda. Después del segundo título consecutivo en 1971–72, el club ascendió a la División Uno Norte de la Liga Sur, que ganó en el primer intento, obteniendo el ascenso a la Primera División.
La Copa FA 1973–74 vio a Grantham avanzar a la tercera ronda de la Copa FA por primera vez desde la década de 1880. Después de vencer a Hillingdon Borough FC 4-0 en la primera ronda, derrotaron al Rochdale FC de la tercera división por 5-3 en una repetición de la segunda ronda. En la tercera ronda perdieron 0-2 en casa ante el Middlesbrough FC de la segunda división frente a una multitud récord de 6.578. En la temporada de 1977–78 el club terminó último en la División Premier de la Liga Sur y fue relegado a la División Uno Norte. La temporada siguiente los vio ganar la división. Además de ser ascendido, el club también fue transferido a la Northern Premier League. Sin embargo, después de ser relegados al final de la temporada 1984–85, fueron transferidos nuevamente a la Liga Sur y colocados en la División Midland.
En 1987 el club pasó a llamarse Grantham Town. Fueron campeones de la División Midland en 1997–98, ganando el ascenso a la Primera División. El club descendió nuevamente al final de la temporada 1999-2000, esta vez de la División Este. Después de terminar como subcampeón en la División Este en 2001-02, el club volvió a ascender a la Primera División. En 2006 fueron transferidos a la Premier Division de la Northern Premier League, pero fueron relegados a la Division One South al final de la temporada 2007-08. En 2010-11 un quinto puesto les permitió clasificarse para los play-offs de ascenso, en los que vencieron al Newcastle Town FC por 3-0 en las semifinales antes de perder 0-2 ante el Rushall Olympic FC en la final. Sin embargo, ganaron la División Uno Sur la temporada siguiente y fueron ascendidos de nuevo a la Primera División. En la temporada 2017-18 el club terminó cuarto en la Primera División, clasificándose para los play-offs. Después de derrotar a Warrington Town FC por 3-0 en las semifinales, el Ashton United FC los derrotó 0-2 en la final. Una derrota por 1-4 ante el Stafford Rangers FC hizo que Grantham terminara la temporada 2021-22 en la parte inferior de la liga y descendiera de la Primera División.

## Récords
- Mejor participación en la FA Cup: Tercera ronda, 1883–84, 1886–87, 1973–74
- Mejor participación en la FA Trophy: Cuartos de final, 1971–72, 1997–98
- Mayor victoria: 13–0 vs Rufford Colliery, preliminar FA Cup, 15-9-1934
- Peor derrota: 15–0 vs Notts County Rovers, Midland Amateur Alliance, 22-10-1892
- Asistencia record: 6578 vs Middlesbrough, tercera ronda FA Cup, 1973–74
- Más apariciones: Chris Gardner, 664
- Más goles: Jack McCartney, 416
- Venta récord en un traspaso: 20 000 £ del Nottingham Forest por Gary Crosby

## Palmarés
- Northern Premier League
  - Division One South (1): 2011–12
- Southern League
  - Division One North (2): 1972–73, 1978–79
  - Midland Division (1): 1997–98
- Midland League (3): 1963–64, 1970–71, 1971–72
  - League Cup (2): 1968–69, 1970–71
- Central Alliance (1): 1924–25
  - Division B (1): 1924–25
- Midland Amateur League (1): 1910–11
- Lincolnshire Senior Cup (3): 1884–85, 1971–72, 1982–83
- Lincolnshire County Senior Cup (1): 1936–37
- Lincolnshire Senior Cup 'A' (3): 1953–54, 1960–61, 1961–62
- Lincolnshire County Shield (3): 2003–04, 2004–05, 2011–12